# Lekkoatletyka na Letnich Igrzyskach Olimpijskich 1972 – bieg na 100 m mężczyzn
Bieg na 100 metrów mężczyzn podczas XX Letnich Igrzysk Olimpijskich w Monachium rozegrano 31 sierpnia (eliminacje i ćwierćfinały) i 1 września 1972 (półfinały i finał) na Stadionie Olimpijskim. Zwycięzcą został reprezentant Związku Radzieckiego Wałerij Borzow, który na tych igrzyskach zwyciężył również w biegu na 200 metrów.
Amerykańscy sprinterzy Edward Hart i Reynaud Robinson wygrali swe biegi eliminacyjne, jednak wskutek błędnego odczytania terminarza biegów ćwierćfinałowych spóźnili się na nie i zostali wyeliminowani.

## Rekordy

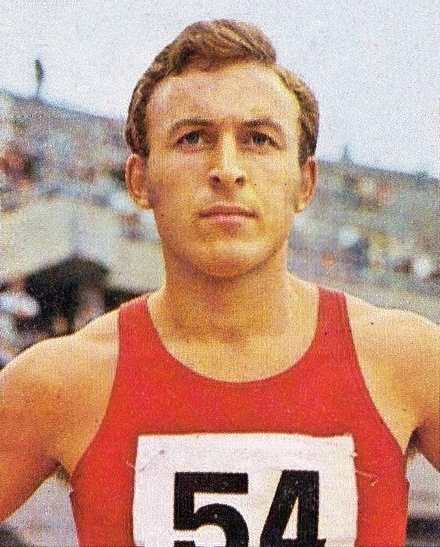
Wałerij Borzow

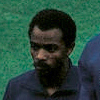
Robert Taylor

|                   | Zawodnik  | Narodowość        | Czas | Data                      | Miejsce |
| ----------------- | --------- | ----------------- | ---- | ------------------------- | ------- |
| Rekord świata     | Jim Hines | Stany Zjednoczone | 9,95 | 14 października 1968(dts) | Meksyk  |
| Rekord olimpijski | Jim Hines | Stany Zjednoczone | 9,95 | 14 października 1968(dts) | Meksyk  |

## Wyniki
| Poz. - pozycja |
| – rekord świata \| – rekord krajowy \| – rekord życiowy \| = – wyrównany rekord życiowy \| · – najlepszy wynik w sezonie \| = – wyrównany najlepszy wynik w sezonie \| – rekord olimpijski |
| Fn – falstart \| DNF – nie ukończył \| DNS – nie wystartował \| DSQ – zdyskwalifikowany |

### Eliminacje
Rozegrano dwanaście biegów eliminacyjnych. Do ćwierćfinałów awansowało po trzech najlepszych zawodników z każdego biegu (Q) oraz czterech z najlepszymi czasami spośród pozostałych (q).

#### Bieg 1
Wiatr: –0,7 m/s
| Poz. | Zawodnik               | Narodowość               | Rezultat | Uwagi |
| ---- | ---------------------- | ------------------------ | -------- | ----- |
| 1    | Lennox Miller          | Jamajka                  | 10,45    | Q     |
| 2    | Amadou Meïté           | Wybrzeże Kości Słoniowej | 10,51    | Q     |
| 3    | Hans-Jürgen Bombach    | NRD                      | 10,66    | Q     |
| 4    | Rudy Reid              | Trynidad i Tobago        | 10,74    |       |
| 5    | Dan Amuke              | Kenia                    | 10,76    |       |
| 6    | Byambajavyn Enkhbaatar | Mongolia                 | 10,91    |       |
| 7    | Samphon Mao            | Republika Khmerów        | 10,95    |       |
| 8    | Luis Alers             | Portoryko                | 11,09    |       |

#### Bieg 2
Wiatr: –2,3 m/s
| Poz. | Zawodnik         | Narodowość     | Rezultat | Uwagi |
| ---- | ---------------- | -------------- | -------- | ----- |
| 1    | Wałerij Borzow   | ZSRR           | 10,47    | Q     |
| 2    | Mike Sands       | Bahamy         | 10,67    | Q     |
| 3    | Luděk Bohman     | Czechosłowacja | 10,72    | Q     |
| 4    | Gerhard Wucherer | RFN            | 10,82    |       |
| 5    | Tadeusz Cuch     | Polska         | 10,89    |       |
| 6    | Yeo Kian Chye    | Singapur       | 10,92    |       |
| 7    | Alphonse Yanghat | Kongo          | 10,95    |       |
| 8    | Andrew Sartee    | Liberia        | 11,09    |       |

#### Bieg 3
Wiatr: +0,5 m/s
| Poz. | Zawodnik            | Narodowość       | Rezultat | Uwagi |
| ---- | ------------------- | ---------------- | -------- | ----- |
| 1    | Manfred Kokot       | NRD              | 10,49    | Q     |
| 2    | Sandy Osei-Agyemang | Ghana            | 10,52    | Q     |
| 3    | Les Piggot          | Wielka Brytania  | 10,54    | Q     |
| 4    | John Mwebi          | Kenia            | 10,60    |       |
| 5    | Luís da Silva       | Brazylia         | 10,63    |       |
| 6    | Kevin Johnson       | Bahamy           | 10,91    |       |
| 7    | Mansour Al-Juaid    | Arabia Saudyjska | 11,23    |       |
| –    | Robert Aregba       | Togo             | DNS      |       |

#### Bieg 4
Wiatr: +2,3 m/s
| Poz. | Zawodnik          | Narodowość                           | Rezultat | Uwagi |
| ---- | ----------------- | ------------------------------------ | -------- | ----- |
| 1    | Jaroslav Matoušek | Czechosłowacja                       | 10,37 w  | Q     |
| 2    | Brian Green       | Wielka Brytania                      | 10,41 w  | Q     |
| 3    | Kouakou Komenan   | Wybrzeże Kości Słoniowej             | 10,50 w  | Q     |
| 4    | Walter Callander  | Bahamy                               | 10,78 w  |       |
| 5    | George Calhern    | Wyspy Dziewicze Stanów Zjednoczonych | 10,90 w  |       |
| 6    | Farhad Navab      | Iran                                 | 11,02 w  |       |
| 7    | Ángel Guerreros   | Paragwaj                             | 11,12 w  |       |
| –    | Anat Ratanapol    | Tajlandia                            | DNS      |       |

#### Bieg 5
Wiatr: +0,8 m/s
| Poz. | Zawodnik            | Narodowość               | Rezultat | Uwagi |
| ---- | ------------------- | ------------------------ | -------- | ----- |
| 1    | Aleksandr Kornieluk | ZSRR                     | 10,38    | Q     |
| 2    | Kola Abdulai        | Nigeria                  | 10,57    | Q     |
| 3    | Stanisław Wagner    | Polska                   | 10,62    | Q     |
| 4    | Juraj Demeč         | Czechosłowacja           | 10,66    |       |
| 5    | Félix Mata          | Wenezuela                | 10,73    |       |
| 6    | Bjarni Stefánsson   | Islandia                 | 10,99    |       |
| 7    | Junus Abd Allah     | Kuwejt                   | 11,20    |       |
| –    | Gaoussou Koné       | Wybrzeże Kości Słoniowej | DNS      |       |

#### Bieg 6
Wiatr: +1,2 m/s
| Poz. | Zawodnik         | Narodowość         | Rezultat | Uwagi |
| ---- | ---------------- | ------------------ | -------- | ----- |
| 1    | Reynaud Robinson | Stany Zjednoczone  | 10,56    | Q     |
| 2    | Philippe Clerc   | Szwajcaria         | 10,58    | Q     |
| 3    | Sammy Monsels    | Gujana Holenderska | 10,61    | Q     |
| 4    | George Daniels   | Ghana              | 10,65    |       |
| 5    | André Bicaba     | Górna Wolta        | 10,71    |       |
| 6    | Motsapi Moorosi  | Lesotho            | 10,74    |       |
| 7    | William Dralu    | Uganda             | 10,92    |       |

#### Bieg 7
Wiatr: –1,9 m/s
| Poz. | Zawodnik                | Narodowość        | Rezultat | Uwagi |
| ---- | ----------------------- | ----------------- | -------- | ----- |
| 1    | Hasely Crawford         | Trynidad i Tobago | 10,50    | Q     |
| 2    | Don Halliday            | Wielka Brytania   | 10,58    | Q     |
| 3    | Erik Gustafsson         | Finlandia         | 10,68    | Q     |
| 4    | Guillermo González      | Portoryko         | 10,73    |       |
| 5    | Norman Chihota          | Tanzania          | 10,79    |       |
| 6    | Egzi Gebre-Gebre        | Etiopia           | 10,89    |       |
| 7    | Pierre-Richard Gaetjens | Haiti             | 10,7     |       |
| –    | Pablo Montes            | Kuba              | DNS      |       |

#### Bieg 8
Wiatr: +2,1 m/s
| Poz. | Zawodnik        | Narodowość | Rezultat | Uwagi |
| ---- | --------------- | ---------- | -------- | ----- |
| 1    | Barka Sy        | Senegal    | 10,30 w  | Q     |
| 2    | Bernd Borth     | NRD        | 10,48 w  | Q     |
| 3    | Audun Garshol   | Norwegia   | 10,49 w  | Q     |
| 4    | Su Wen-ho       | Tajwan     | 10,59 w  | q     |
| 5    | Gana Abba Kimet | Czad       | 10,89 w  |       |
| 6    | Raimo Vilén     | Finlandia  | 11,00 w  |       |
| 7    | Lionel Caero    | Boliwia    | 11,19 w  |       |

#### Bieg 9
Wiatr: +0,6 m/s
| Poz. | Zawodnik         | Narodowość    | Rezultat | Uwagi |
| ---- | ---------------- | ------------- | -------- | ----- |
| 1    | Alain Sarteur    | Francja       | 10,42    | Q     |
| 2    | Saleh Alah-Djaba | Czad          | 10,65    | Q     |
| 3    | Charlie Francis  | Kanada        | 10,68    | Q     |
| 4    | Andrés Calonge   | Argentyna     | 10,73    |       |
| 5    | Laurie D’Arcy    | Nowa Zelandia | 10,77    |       |
| 6    | Larmeck Mukonde  | Zambia        | 11,16    |       |
| –    | Hermes Ramírez   | Kuba          | DNS      |       |

#### Bieg 10
Wiatr: –0,3 m/s
| Poz. | Zawodnik                    | Narodowość        | Rezultat | Uwagi |
| ---- | --------------------------- | ----------------- | -------- | ----- |
| 1    | Wasilis Papajeorgopulos     | Grecja            | 10,24    | Q     |
| 2    | Jean-Louis Ravelomanantsoa  | Madagaskar        | 10,29    | Q     |
| 3    | Michael Fray                | Jamajka           | 10,47    | Q     |
| 4    | Antti Rajamäki              | Finlandia         | 10,52    | q     |
| 5    | Ainsley Armstrong           | Trynidad i Tobago | 10,56    | q     |
| 6    | Jorge Vizcarrondo           | Portoryko         | 10,79    |       |
| 7    | Zain-ud-Din bin Abdul Wahab | Malezja           | 10,80    |       |

#### Bieg 11
Wiatr: –2,2 m/s
| Poz. | Zawodnik             | Narodowość        | Rezultat | Uwagi |
| ---- | -------------------- | ----------------- | -------- | ----- |
| 1    | Edward Hart          | Stany Zjednoczone | 10,47    | Q     |
| 2    | Dominique Chauvelot  | Francja           | 10,66    | Q     |
| 3    | Klaus Ehl            | RFN               | 10,67    | Q     |
| 4    | Benedict Majekodunmi | Nigeria           | 10,70    |       |
| 5    | Gaston Malam         | Kamerun           | 10,88    |       |
| 6    | Sunil Gunawardene    | Cejlon            | 11,00    |       |
| 7    | Tukal Mokalam        | Filipiny          | 11,02    |       |

#### Bieg 12
Wiatr: –0,3 m/s
| Poz. | Zawodnik         | Narodowość        | Rezultat | Uwagi |
| ---- | ---------------- | ----------------- | -------- | ----- |
| 1    | Robert Taylor    | Stany Zjednoczone | 10,32    | Q     |
| 2    | Jobst Hirscht    | RFN               | 10,36    | Q     |
| 3    | Zenon Nowosz     | Polska            | 10,36    | Q     |
| 4    | Wołodymyr Atamas | ZSRR              | 10,51    | q     |
| 5    | Axel Nepraunik   | Austria           | 10,61    |       |
| 6    | André Byrame     | Francja           | 10,65    |       |
| 7    | Moustafa Matola  | Malawi            | 11,31    |       |

### Ćwierćfinały
Rozegrano pięć biegów ćwierćfinałowych. Do półfinałów awansowało po trzech najlepszych zawodników z każdego biegu (Q) oraz jeden z najlepszym czasem spośród pozostałych (q)..

#### Bieg 1
Wiatr: +1,8 m/s
| Poz. | Zawodnik          | Narodowość        | Rezultat | Uwagi |
| ---- | ----------------- | ----------------- | -------- | ----- |
| 1    | Jobst Hirscht     | RFN               | 10,25    | Q     |
| 2    | Jaroslav Matoušek | Czechosłowacja    | 10,35    | Q,    |
| 3    | Bernd Borth       | NRD               | 10,44    | Q     |
| 4    | Philippe Clerc    | Szwajcaria        | 10,45    |       |
| 5    | Ainsley Armstrong | Trynidad i Tobago | 10,47    |       |
| 6    | Mike Sands        | Bahamy            | 10,50    |       |
| 7    | Audun Garshol     | Norwegia          | 10,55    | [ 3 ] |
| –    | Reynaud Robinson  | Stany Zjednoczone | DNS      |       |

#### Bieg 2
Wiatr: –2,3 m/s
| Poz. | Zawodnik                   | Narodowość               | Rezultat | Uwagi |
| ---- | -------------------------- | ------------------------ | -------- | ----- |
| 1    | Jean-Louis Ravelomanantsoa | Madagaskar               | 10,47    | Q     |
| 2    | Brian Green                | Wielka Brytania          | 10,58    | Q     |
| 3    | Kouakou Komenan            | Wybrzeże Kości Słoniowej | 10,60    | Q     |
| 4    | Stanisław Wagner           | Polska                   | 10,61    |       |
| 5    | Sandy Osei-Agyemang        | Ghana                    | 10,66    |       |
| 6    | Erik Gustafsson            | Finlandia                | 10,78    |       |
| 7    | Su Wen-ho                  | Tajwan                   | 10,82    |       |
| –    | Edward Hart                | Stany Zjednoczone        | DNS      |       |

#### Bieg 3
Wiatr: 0,0 m/s
| Poz. | Zawodnik            | Narodowość        | Rezultat | Uwagi |
| ---- | ------------------- | ----------------- | -------- | ----- |
| 1    | Wałerij Borzow      | ZSRR              | 10,07    | Q,    |
| 2    | Robert Taylor       | Stany Zjednoczone | 10,16    | Q     |
| 3    | Hasely Crawford     | Trynidad i Tobago | 10,18    | Q     |
| 4    | Zenon Nowosz        | Polska            | 10,40    | q     |
| 5    | Klaus Ehl           | RFN               | 10,44    |       |
| 6    | Les Piggot          | Wielka Brytania   | 10,53    |       |
| 7    | Dominique Chauvelot | Francja           | 10,54    |       |
| 8    | Hans-Jürgen Bombach | NRD               | 10,64    |       |

#### Bieg 4
Wiatr: +3,4 m/s
| Poz. | Zawodnik            | Narodowość | Rezultat | Uwagi |
| ---- | ------------------- | ---------- | -------- | ----- |
| 1    | Aleksandr Kornieluk | ZSRR       | 10,23 w  | Q     |
| 2    | Barka Sy            | Senegal    | 10,27 w  | Q     |
| 3    | Michael Fray        | Jamajka    | 10,28 w  | Q     |
| 4    | Kola Abdulai        | Nigeria    | 10,41 w  |       |
| 5    | Antti Rajamäki      | Finlandia  | 10,43 w  |       |
| 6    | Manfred Kokot       | NRD        | 10,44 w  |       |
| 7    | Saleh Alah-Djaba    | Czad       | 10,51 w  |       |
| 8    | Charlie Francis     | Kanada     | 10,51 w  |       |

#### Bieg 5
Wiatr: +0,3 m/s
| Poz. | Zawodnik                | Narodowość               | Rezultat | Uwagi |
| ---- | ----------------------- | ------------------------ | -------- | ----- |
| 1    | Lennox Miller           | Jamajka                  | 10,33    | Q     |
| 2    | Alain Sarteur           | Francja                  | 10,40    | Q     |
| 3    | Wasilis Papajeorgopulos | Grecja                   | 10,45    | Q     |
| 4    | Amadou Meïté            | Wybrzeże Kości Słoniowej | 10,52    |       |
| 5    | Luděk Bohman            | Czechosłowacja           | 10,52    |       |
| 6    | Don Halliday            | Wielka Brytania          | 10,60    |       |
| 7    | Sammy Monsels           | Gujana Holenderska       | 10,64    |       |
| 8    | Wołodymyr Atamas        | ZSRR                     | 10,83    |       |

### Półfinały
Rozegrano dwa biegi półfinałowe. Do finału awansowało po czterech najlepszych zawodników z każdego biegu (Q).

#### Bieg 1
Wiatr: 0,0 m/s
| Poz. | Zawodnik                | Narodowość               | Rezultat | Uwagi |
| ---- | ----------------------- | ------------------------ | -------- | ----- |
| 1    | Wałerij Borzow          | ZSRR                     | 10,21    | Q     |
| 2    | Hasely Crawford         | Trynidad i Tobago        | 10,36    | Q     |
| 3    | Jobst Hirscht           | RFN                      | 10,36    | Q     |
| 4    | Michael Fray            | Jamajka                  | 10,48    | Q     |
| 5    | Alain Sarteur           | Francja                  | 10,51    |       |
| 6    | Kouakou Komenan         | Wybrzeże Kości Słoniowej | 10,57    |       |
| 7    | Bernd Borth             | NRD                      | 10,60    |       |
| –    | Wasilis Papajeorgopulos | Grecja                   | DNS      |       |

#### Bieg 2
Wiatr: +0,2 m/s
| Poz. | Zawodnik                   | Narodowość        | Rezultat | Uwagi |
| ---- | -------------------------- | ----------------- | -------- | ----- |
| 1    | Robert Taylor              | Stany Zjednoczone | 10,30    | Q     |
| 2    | Lennox Miller              | Jamajka           | 10,31    | Q     |
| 3    | Aleksandr Kornieluk        | ZSRR              | 10,35    | Q     |
| 4    | Zenon Nowosz               | Polska            | 10,42    | Q     |
| 5    | Barka Sy                   | Senegal           | 10,42    |       |
| 6    | Jean-Louis Ravelomanantsoa | Madagaskar        | 10,46    |       |
| 7    | Jaroslav Matoušek          | Czechosłowacja    | 10,51    |       |
| 8    | Brian Green                | Wielka Brytania   | 10,52    |       |

### Finał
Wiatr: +0,3 m/s
| Poz. | Zawodnik            | Narodowość        | Rezultat | Uwagi |
| ---- | ------------------- | ----------------- | -------- | ----- |
| 1    | Wałerij Borzow      | ZSRR              | 10,14    |       |
| 2    | Robert Taylor       | Stany Zjednoczone | 10,24    |       |
| 3    | Lennox Miller       | Jamajka           | 10,33    |       |
| 4    | Aleksandr Kornieluk | ZSRR              | 10,36    |       |
| 5    | Michael Fray        | Jamajka           | 10,40    |       |
| 6    | Jobst Hirscht       | RFN               | 10,40    |       |
| 7    | Zenon Nowosz        | Polska            | 10,46    |       |
| –    | Hasely Crawford     | Trynidad i Tobago | DNF      |       |